# 愛川町

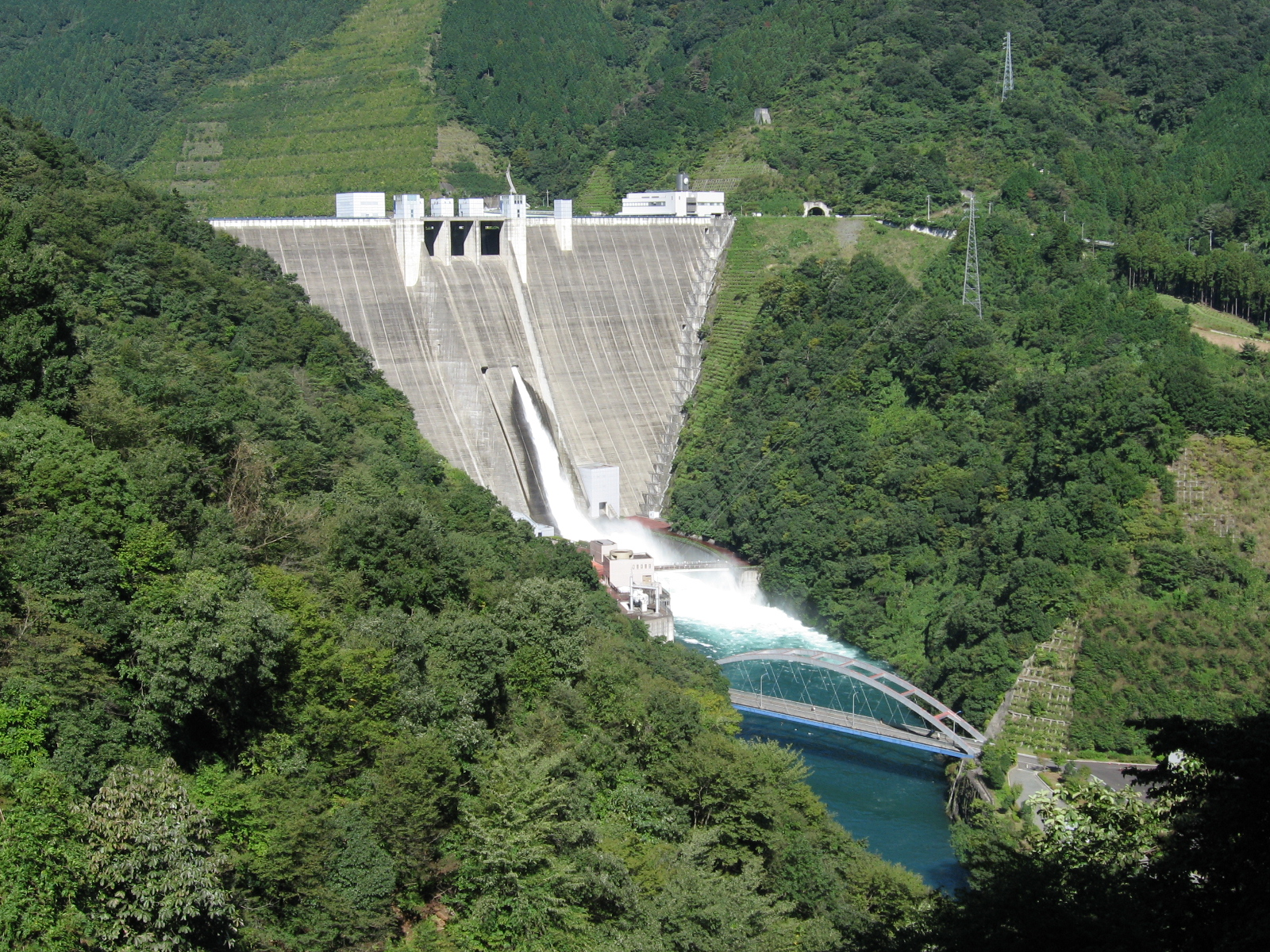
宮ヶ瀬ダム

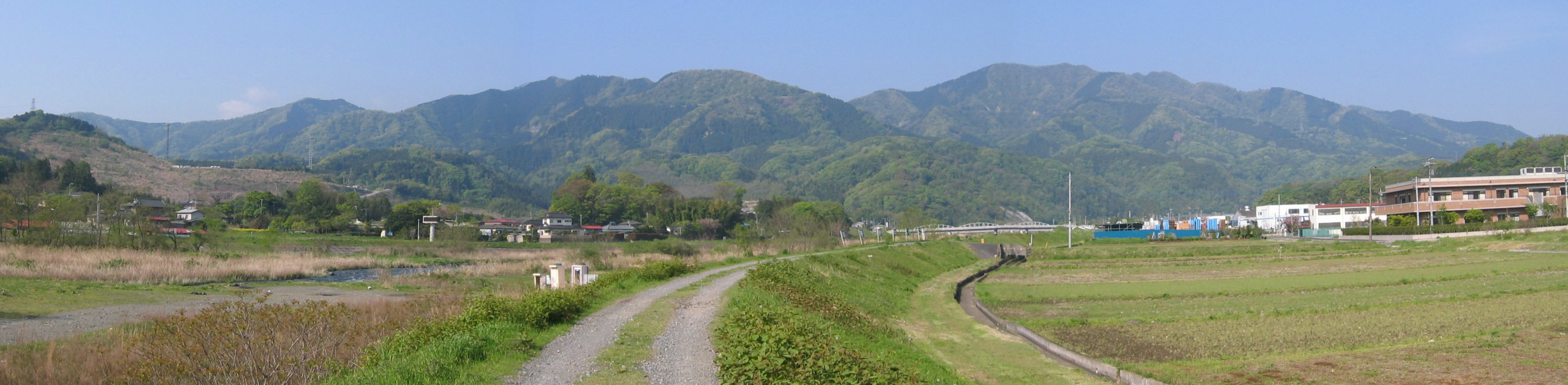
西部には丹沢前衛の山々が連なる

愛川町（あいかわまち）は、神奈川県の北部に位置し、愛甲郡に属する町。
人口は約3.9万人。

## 地理
町の中央を中津川が流れ、西部は丹沢山地となっている。直下には伊勢原断層が所在している。
- 山：高取山、仏果山、革籠石山、経ヶ岳、八菅山
- 河川：中津川、相模川
- 湖沼：宮ヶ瀬湖（ダム湖）、石小屋湖（ダム湖）
- ダム：宮ヶ瀬ダム、石小屋ダム
- 滝：塩川滝

### 隣接している自治体・行政区
- 相模原市（緑区、中央区）
- 厚木市
- 愛甲郡清川村

## 地勢
戦前には段丘面上に広がる平地に陸軍の相模飛行場が置かれていた。相模原町の軍需工場、座間町の士官学校、綾瀬村・大和村の厚木海軍飛行場、横浜市旭区・瀬谷区の海軍倉庫施設などと隣接して軍都神奈川構想の一翼を担っていた。1966年には、この跡地に内陸工業団地が建設され、多くの工場や事業所が進出した。
県内厚木市、相模原市などへの通勤圏であり、県央・県北地域のベッドタウンとして経済的な結びつきが強い。
当地には相模ナンバーを統括する関東運輸局神奈川運輸支局相模自動車検査登録事務所がある。

## 歴史
愛名・愛甲・鮎川・愛川といった地名を一連のものと考えると大化の改新以前の記録がある相模国最古の地名のひとつである。戦国時代最初期、長尾景春の乱では、反乱軍の景春・豊島氏方の有力拠点であった小沢城（こさわ）が太田道灌によって攻略されている。武田信玄が小田原侵攻に関連して北条氏康と戦った三増峠の戦い（みませ）は、愛川町の三増周辺だったと考えられており、史跡三増合戦場跡が存在する。
西部の半原盆地を中心として、元来米の生産に向かない地形から養蚕、製糸・撚糸などの軽工業、宮大工などの出稼ぎ職人の本貫として知られていた。半原宮大工は江戸城修復にかかわるなど、飛騨の大工と並び、その腕を称えられていた。撚糸業では群馬県富岡の機械を模倣して水力を補助動力とした軽工業が盛んだった。内陸工業団地の完成により機械工業、住宅地域、流通拠点へと姿を変えて現在に至る。
南米などから来ている工場労働者が多いことから、義務教育においての先進的な取組みやサッカーなどの地域スポーツが盛んなことでも知られている。
- 1889年4月1日 - 町村制が施行。半原村、田代村が合併して愛川村が発足。
- 1940年4月1日 - 町制を施行し愛川町（1次）となる。
- 1955年1月15日 - 愛甲郡愛川町（1次）と高峰村が合併。愛川町（2次）が発足。
- 1956年9月30日 - 愛甲郡中津村を編入、現在に至る。
- 1966年 - 内陸工業団地ができる。
- 1970年6月16日 - 集中豪雨により県道の半原真名倉地内で法面崩壊、通行止となる。また、崩壊した土砂約130立方メートルの一部は県道を越えて住宅や工場などを襲い3棟が全半壊[1]。

## 人口
| |                                        |  |
| 愛川町と全国の年齢別人口分布（2005年） | 愛川町の年齢・男女別人口分布（2005年） |  |
| ■紫色 ― 愛川町 ■緑色 ― 日本全国 | ■青色 ― 男性 ■赤色 ― 女性              |  |
| 愛川町（に相当する地域）の人口の推移 \| 1970年（昭和45年） \| 18,436人 \| \| \| 1975年（昭和50年） \| 24,923人 \| \| \| 1980年（昭和55年） \| 29,873人 \| \| \| 1985年（昭和60年） \| 35,312人 \| \| \| 1990年（平成2年） \| 40,424人 \| \| \| 1995年（平成7年） \| 43,088人 \| \| \| 2000年（平成12年） \| 42,760人 \| \| \| 2005年（平成17年） \| 42,045人 \| \| \| 2010年（平成22年） \| 42,089人 \| \| \| 2015年（平成27年） \| 40,343人 \| \| \| 2020年（令和2年） \| 39,869人 \| \| |                                        |  |
| 総務省統計局 国勢調査より |                                        |  |
| 1970年（昭和45年） | 18,436人                               |  |
| 1975年（昭和50年） | 24,923人                               |  |
| 1980年（昭和55年） | 29,873人                               |  |
| 1985年（昭和60年） | 35,312人                               |  |
| 1990年（平成2年） | 40,424人                               |  |
| 1995年（平成7年） | 43,088人                               |  |
| 2000年（平成12年） | 42,760人                               |  |
| 2005年（平成17年） | 42,045人                               |  |
| 2010年（平成22年） | 42,089人                               |  |
| 2015年（平成27年） | 40,343人                               |  |
| 2020年（令和2年） | 39,869人                               |  |

## 友好都市
- 長野県北佐久郡立科町
- 「愛のまち」交流
  - 北海道上川郡愛別町
  - 愛知県愛西市 - 2014年に愛川町より交流を呼びかけられた
  - 滋賀県愛知郡愛荘町 - 2014年愛川町より交流を呼びかけられた
  - 滋賀県東近江市（旧愛東町）
  - 愛媛県南宇和郡愛南町 - 2014年に愛川町より交流を呼びかけられた
  - 長崎県雲仙市（旧愛野町）

## 行政
- 町長：小野沢豊（2014年6月29日就任、2期目）
- 町議会：定数16

## 経済

### 産業
- 主な事業所
  - 牧野フライス製作所
  - ニチベイ
  - 三菱ふそうトラック・バス
  - AGC
  - 日本発条
  - 丸藤シートパイル
  - ヨシムラジャパン
  - メルク
  - 明光産業
  - 相愛信用組合(旧半原信用組合)
  - ラッシュジャパン

## 地域
東西にひょうたん形になっており、住宅、工業、商業は東部の中津地区に集中している。行政等の施設は中央の高峰地区にあり、観光資源は西部の半原地区、および北部三増地区に広がっている。

### 学校教育

#### 高等学校
- 神奈川県立愛川高等学校

#### 中学校
- 愛川町立愛川中学校
- 愛川町立愛川中原中学校
- 愛川町立愛川東中学校

#### 小学校
- 愛川町立菅原小学校
- 愛川町立高峰小学校
- 愛川町立田代小学校
- 愛川町立中津小学校
- 愛川町立中津第二小学校
- 愛川町立半原小学校

### 社会教育

#### 公園・運動施設
- 第1号公園体育館
- 中津工業団地第1号公園
- 田代運動公園（愛川町田代球場）
- 三増公園

## 交通

### 鉄道
町内に鉄道路線はない。町のすぐ東側にJR東日本相模線が走っており、同線の原当麻駅・下溝駅（いずれも相模原市南区に所在）が当町付近にある。このほか本厚木駅を利用することも多い。
なお、同町を通る道路は混雑してバス運行での速達性や定時性に支障が生じており、鉄道の延伸が公共交通網の飛躍的な向上をもたらすとして、神奈川県と愛川町を含む県内全市町村、および経済団体などが参加する「神奈川県鉄道輸送力増強促進会議」は2007年から小田急電鉄に対し、唐木田駅 - 上溝駅間の延長に向けた協議が進められている小田急多摩線をさらに愛川町や厚木市（北部）方面に延伸するよう検討を求めている。しかし小田急は、建設費や採算性の問題から新線建設は非常に困難と回答している。

### バス路線
- 路線バス - 町内の路線バスはすべて神奈川中央交通が運行している。
  - 愛川町役場・箕輪辻より[注 1]
    - 本厚木駅・厚木バスセンター行き（厚木市方面） - 小田急小田原線本厚木駅まで約40分
    - 海老名駅西口行き（海老名市方面） - 小田急小田原線・相模鉄道本線・JR相模線海老名駅まで約50分
    - 淵野辺駅南口行き（相模原市方面） - 上溝駅まで約20分、淵野辺駅まで約40分、

  - 半原より
    - 厚木バスセンター行き（厚木市方面）
    - 田名バスターミナル行き（相模原市方面）
    - 三ヶ木行き（相模原市緑区の旧津久井町方面）

  - 小沢より
    - 橋本駅南口行き（相模原市緑区の旧城山町方面）
- 町営バス（コミュニティバス）
  - 町内循環バス（一律150円・神奈川中央交通厚木営業所に運行委託）

### 道路
- 一般国道
  - 国道412号
- 主要地方道
  - 神奈川県道54号相模原愛川線
  - 神奈川県道63号相模原大磯線
  - 神奈川県道65号厚木愛川津久井線
- その他の県道
  - 神奈川県道511号太井上依知線
  - 神奈川県道514号宮ヶ瀬愛川線
- 高速道路は首都圏中央連絡自動車道（圏央道、さがみ縦貫道路）が町内を通過しているが、町内にインターチェンジはない。
  - 町内の北西部は相模原IC、南東部は相模原愛川ICが高速道路の最寄りの出入り口となる。
  - 相模原愛川ICは愛川町ではなく、相模原市南区と厚木市にまたがった場所にある。

## 名所・旧跡・観光スポット
- 郷土資料館
- 古民家「山十邸」 - 大川周明が購入し、極東国際軍事裁判を免訴になった後、晩年を過ごした。
- 三増峠古戦場
- 半原温泉
- 神奈川県立あいかわ公園
- 八菅山いこいの森

ゴルフ場
- 大相模カントリークラブ
- 東名厚木カントリー倶楽部

### 祭事・催事
- 三増の獅子舞 - 1976年10月19日に神奈川県の無形民俗文化財に指定された。
- 愛川町一周駅伝（1月）
- 八菅神社春大祭（3月28日）
- 半僧坊春大祭（4月17日）
- 農林まつり（5月）
- あゆ釣り解禁（6月1日）
- 三増諏訪神社夏祭（7月20日）
- 半原神社夏祭（7月）
- 中津八坂神社夏祭（8月1日）
- 灯篭流し（8月15日）
- 愛川町勤労祭（8月）
- 愛ふれあいフェスタ（10月）
- 愛川町ふるさとまつり（10月）
- 秋のマス釣り大会（11月3日）
- 三増合戦まつり（11月5日）

### 市民活動
- あいかわ自然ネットワーク
- 尾山耕地

## 著名な出身者
- 大野幸人 - 俳優、ダンサー
- 岡本祥子 - ラジオリポーター
- 茅誠司 - 物理学者、第17代東京大学総長
- 熊坂長庵 - 藤田組贋札事件被告人、松本清張の短編小説「相模国愛甲郡中津村」のモデル
- 小池美由- アイドル、歌手
- 五味隆典 - 総合格闘家
- 高木由一 - プロ野球
- 田中幹也- プロ野球選手
- 中村璋八 - 中国哲学者、駒澤大学名誉教授
- 長谷川恒男 - 登山家
- 平林定兵衛 - 初代八王子町長、第2代八王子市長
- HIROYA - 格闘家
- 村中恭兵 - プロ野球
- 渡辺大輔 - 俳優
- 穂刈正樹 - 実業家
- 菅沼賢一 - 社会人野球